# جک استیونز
جک استیونز (انگلیسی: Jack Stevens; ۷ سپتامبر ۱۸۹۶ – ۲۰ مهٔ ۱۹۶۹) فرد نظامی اهل استرالیا بود. وی برندهٔ جوایزی همچون نشان امپراتوری بریتانیا و نشان حمام شده‌است.